# Djembé

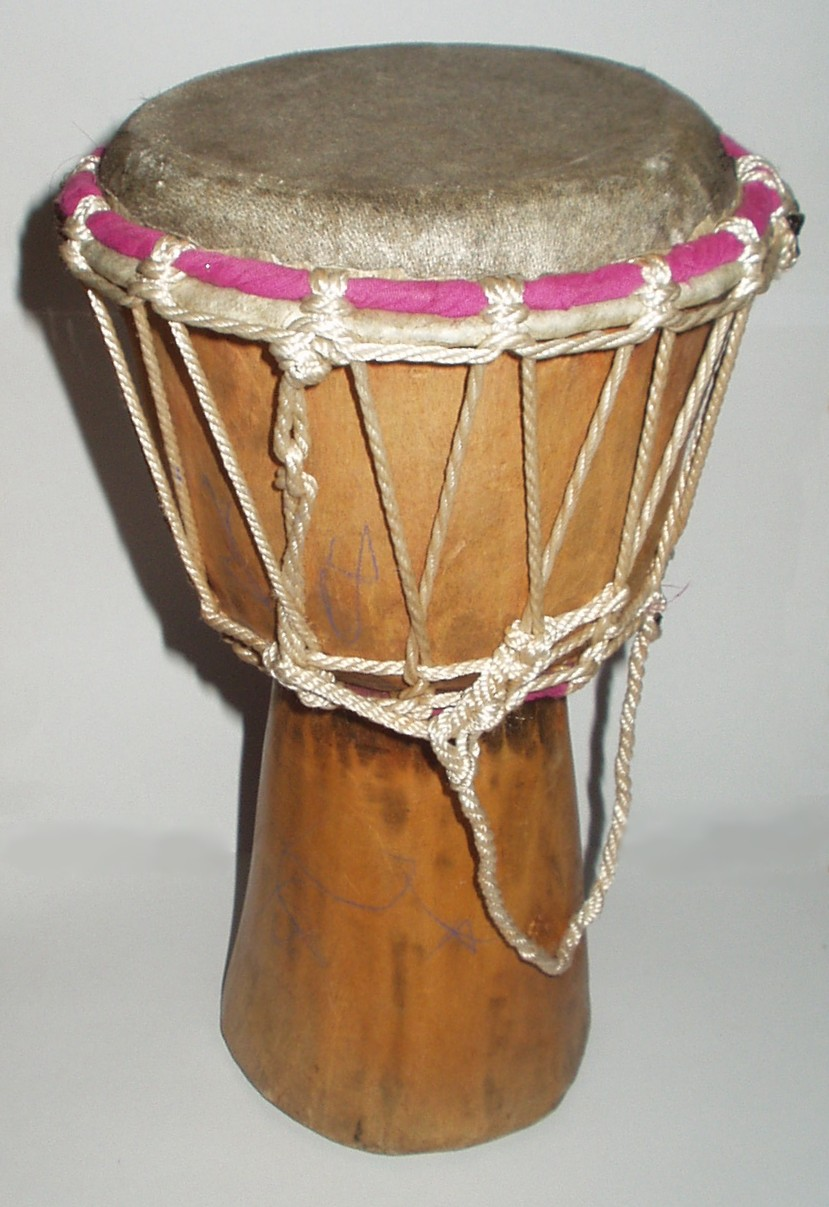
Djembé tradicional

El djembé és un instrument de percussió, concretament de la família dels instruments membranòfons.
L'instrument va néixer a l'antic Imperi de Mali, aproximadament entre les localitats de Bamako (Mali) i Kankan (Guinea), des d'on va migrar posteriorment al Senegal, Costa d'Ivori i Burkina Faso, formant part integral de la música i les tradicions de la zona. Es creu que aquesta dispersió del djembé es va produir durant el primer mil·lenni per les migracions dels Numu que eren (i encara són) ferrers professionals, considerats guardians de certs poders. Ells s'encarregaven de fabricar les màscares Komo, realitzar la circumcisió i l'ablació dels adolescents, per marcar el seu pas a l'edat adulta, tant com d'esculpir i tocar els djembés. Posteriorment es va expandir el seu ús a l'àfrica oriental i després a tot el món.
Com a resultat de les diferències en la forma, la densitat de la fusta, els gravats interns i la pell, existeix una àmplia gamma de tons que es poden realitzar amb el djembé. Així doncs, picant la membrana en la zona central produeix notes més greus i picant a la vora es produeixen sons més aguts. En un djembé ben afinat s'obtenen sons greus, mitjans i aguts ben diferenciats.
Tradicionalment, els djembés que son tocats per homes, tenen uns 30 cm de diàmetre, amb una variació aproximada d'entre dos i sis centímetres. En poden trobar de dos tipus: els tradicionals, fets de forma artesanal amb fusta. Concretament amb fusta de lengue, iroc i mahogany tradicionalment tot i que actualment també s'empren altres tipus de llenya com el cedre, l'arç i la caoba. Pel que fa a la pell, normalment s'utilitza pell de cabra perquè és una pell molt dura i resistent. Aquest tipus de djembés tradicionals s'afina mitjançant un sistema de corda integra i resistent (a vegades corda d'alpinisme d'alta resistència) i s'enllaça amb el cercle de dalt, on es troba la membrana, i el cercle de baix, on s'aguanta. Els djembés moderns poden estar fets de fusta o fibra per al cos, amb la membrana de pell natural o sintètica.
Existeix una gran varietat de ritmes tradicionals, destacant entre ells els ritmes de festa i rituals, cada família de ritmes es toca per a diferents festivitats. Hi ha ritmes especials que només es toquen en situacions extremes, com per exemple quan una persona fa front a una malaltia greu o problemes forts a la seva família.
Avui en dia, el djembé, s'utilitza en diferents àmbits musicals, des de la música tradicional africana fins a grups de reggae o música electrònica. És considerat un instrument extremadament versàtil i és un dels primers membranòfons que va existir en el món.